# Gregorio IV (patriarca di Antiochia)
Gregorio IV (nato Ghantus Haddad; Distretto di Shuf, 1º luglio 1859 – Damasco, 12 dicembre 1928) è stato patriarca della Chiesa greco-ortodossa di Antiochia e di tutto l'Oriente dal 1906 al 1928.

## Biografia
Nacque nel villaggio di Abayh, nel distretto di Shuf del Monte Libano. Compì i primi studi in una scuola del villaggio condotta da una Missione protestante americana, dove maturò un propensione al sacerdozio e alla carriera ecclesiastica. Ancora adolescente, ottenne dall'arcivescovo Ghufara'el, allora metropolita dell'arcidiocesi di Beirut e del Monte Libano, l'autorizzazione ad entrare nella scuola ecclesiastica il 10 maggio 1872, dove studiò sotto la direzione spirituale di Shahin'Atatiyyah. Brillante studente, Ghantus divenne il segretario privato di Ghufara'el nel 1875, ancora sedicenne.
Il 19 dicembre 1877, entrò nel monastero di Nuriyyah con il nome di Gregorio. Ordinato diacono il 29 agosto 1879, con la sua nuova dignità, Dcn. Gregorio divenne responsabile della Società di San Paolo, incaricata dell'assistenza alle chiese e alle scuole ortodosse del Monte Libano. Quando nel 1901 l'arcidiocesi fu divisa nella diocesi di Beirut e in quella del Monte Libano, la Società di San Paolo fu sciolta. Gregorio continuò a lavorare in qualità di redattore del giornale ortodosso Al-Haddiyah, al quale collaborava dal 1883.
Eletto arcivescovo di Tripoli a maggio del 1890, fu consacrato da Gerasimo di Antiochia, che l'anno successivo fu nominato Patriarca greco-ortodisso di Gerusalemme. Sanò le divisioni sorte durante l'episcopato dell'arcivescovo Sofronios Najjar, suo predecessore, facendo edificare nuove chiese, scuole ed enti benefici. Tra le scuole da lui fondate, quella di Kiftin formò dal 1893 al 1897 molti dei dotti di questo periodo.
Alla morte di Melezio II, il Santo Sinodo della Chiesa di Antiochia si riunì per eleggere il suo successore, nominando il 29 giugno 1906 Gregorio come nuovo patriarca antiocheno. La sua consacrazione ebbe luogo il 26 agosto 1906 a Damasco, nella chiesa patriarcale di Maria Vergine. Gregorio IV fu il secondo arabo ad ascendere alla sede apostolica di Antiochia, che negli ultimi 175 anni era stata detenuta ininterrottamente da vescovi di etnia greca, a partire dall'elezione di Silvestro il Cipriota nel 1792 fino alla deposizione di Spiridon nel 1898.
A seguito dell'elezione consecutiva di due patriarchi di etnia araba, i patriarchi greci di Costantinopoli, di Alessandria e di Gerusalemme non presero parte alla consacrazione di Damasco, disconoscendo le elezioni di Melezio II e Gregorio IV alla sede di Pietro e Paolo, poiché non erano nativamente di etnia greca. La posizione dei patriarchi mutò il 14 agosto 1909, quando il Patriarca di Costantinopoli Gioacchino III inviò una lettera a Gregorio, nella quale riconosceva la legittimità della sua elezione, ristabilendo in questo modo la comunione con la Sede Apostolica. Il 29 settembre seguì il riconoscimento da parte del patriarca di Gerusalemme. Dopo aver elogiato Gregorio per le sue virtù e l'onestà, l'accettazione della nomina di Gregorio pose fine al conflitto etnico in merito all'autorità patriarcale.
Gregorio intraprese una serie di iniziative pastorali per restituire vigore alla fede della sua comunità ecclesiale. Durante il suo pontificato, si occupò di migliorare l'istruzione, le scuole e in particolare quella del monastero di Balamand; fondò la rivista Al-Ni'mah, che divenne la pubblicazione ufficiale del Patriarcato; assegnò pastori qualificati alle sedi arcivescovili vacanti, rinnovando il patriarcato e le sue proprietà.
Nel 1913, lo zar Nicola II di Russia indirizzò a Gregorio IV una lettera ufficiale con queste parole: "In virtù delle strette relazioni storiche che esistevano tra i nostri predecessori, gli zar di Russia e i patriarchi di Antiochia, abbiamo deciso di estendere un invito a Sua Beatitudine, Patriarca Gregorio di Antiochia a presiedere alle cerimonie religiose che inizieranno il 21 febbraio 1913 (os), commemorando i trecento anni di dominio di Romanov in Russia".

Gregorio IV si recò a San Pietroburgo, allora capitale dell'impero russo, con il metropolita Alessandro III, suo futuro successore. Lo zar Nicola insignì entrambi con un'alta onorificenza dell'impero.
Il patriarca Gregorio IV si spense il 12 dicembre 1928, all'età di 69 anni.